# Sint-Joriskerk (München)
De rooms-katholieke Sint-Joriskerk (St. Georg) is de kerk van het voormalige dorp Bogenhausen, dat sinds 1 januari 1892 een stadsdeel van München vormt. De kerk is gelegen aan het Bogenhauser Kirchplatz 1, München.

## Geschiedenis
Over de oorsprong van de kerk is weinig bekend. In het onderste deel van de toren bevinden zich de resten van een laatromaanse voorganger. Waarschijnlijk werd in de eerste helft van de 15e eeuw het oude koor door het nog altijd bestaande laatgotische koor vervangen.
In 1759 namen de priester van de parochie Bogenhausen en graaf August Joseph von Toerring het initiatief tot de vernieuwing van het kerkschip. De architect Johann Michael Fischer kreeg de opdracht om dit te realiseren en vanaf 1766 werd begonnen met de verbouw tot een rococo-kerk. Na de dood van Fischer nam Balthasar Trischberger de bouwleiding over. Het godshuis werd in 1768 voltooid. In 1777 volgde de voltooiing van het interieur waaraan een aantal belangrijke kunstenaars werkten en kreeg de toren de karakteristieke dubbel ingesnoerde uivormige bekroning.
Met de inwijding van de Heilig Bloedkerk in 1934 verloor de Sint-Joriskerk, die te klein was geworden door de bevolkingstoename van Bogenhausen, de status van zelfstandige parochiekerk. De kerk doorstond de Tweede Wereldoorlog in tegenstelling tot veel andere kerken in München nagenoeg onbeschadigd. In het jaar 2000 werd een renovatie van de Sint-Joris afgerond, waarbij de kerk de oorspronkelijke kleurstelling terugkreeg.

## Alfred Delp
De Duitse jezuïet Alfred Delp was in de jaren 1930 rector van de Sint-Joriskerk. Alfred Delp was lid van de verzetsgroep Kreisauer Kreis en er werden ontmoetingen in de pastorie van de Joriskerk georganiseerd. Door contacten met de groep rond Claus Schenk von Stauffenberg raakten de namen van de groep na de mislukte aanslag op Hitler bekend bij de Gestapo. Op 28 juli 1944 werd de priester na een ochtendmis in de Sint-Joriskerk in de pastorie gearresteerd. De pater werd op 2 februari 1945 in Berlijn-Plötzensee door middel van ophanging ter dood gebracht. Niet ver van de kerk werd op 23 mei 1981 door kardinaal Joseph Aloisius Ratzinger, later paus Benedictus XVI, een herinneringsmonument gewijd. Het betreft een bronzen plaquette met de afbeelding van drie mannen in de brandende vuuroven, naar het verhaal uit het boek Daniël (Daniël 3, 19-23).

## Belangrijke kunstwerken
- Het hoogaltaar met het beeld van Sint-Joris te paard die de draak doodt met aan zijn zijde de beelden van de heiligen Donatus en Irene (Johann Baptist Straub, 1770-1773).
- Het fresco in het koor van de heilige Joris die in de hemel wordt opgenomen (Johann Philipp Helterhof, 1767-1768).
- Het gewelffresco in het kerkschip van het martelaarschap van de heilige Joris (Johann Philipp Helterhof, 1767-1768).
- De kansel (Ignaz Günther, 1770-1773).
- De beide zijaltaren: het Korbinianus-altaar en het Maria-altaar met een ouder beeld van een tronende Maria uit 1628 (Ignaz Günther, 1770-1773).

## Trivia
In 1973 nam Michelangelo Antonioni in de kerk een belangrijke scène op van de film The Passenger met Jack Nicholson in de hoofdrol.

## Afbeeldingen

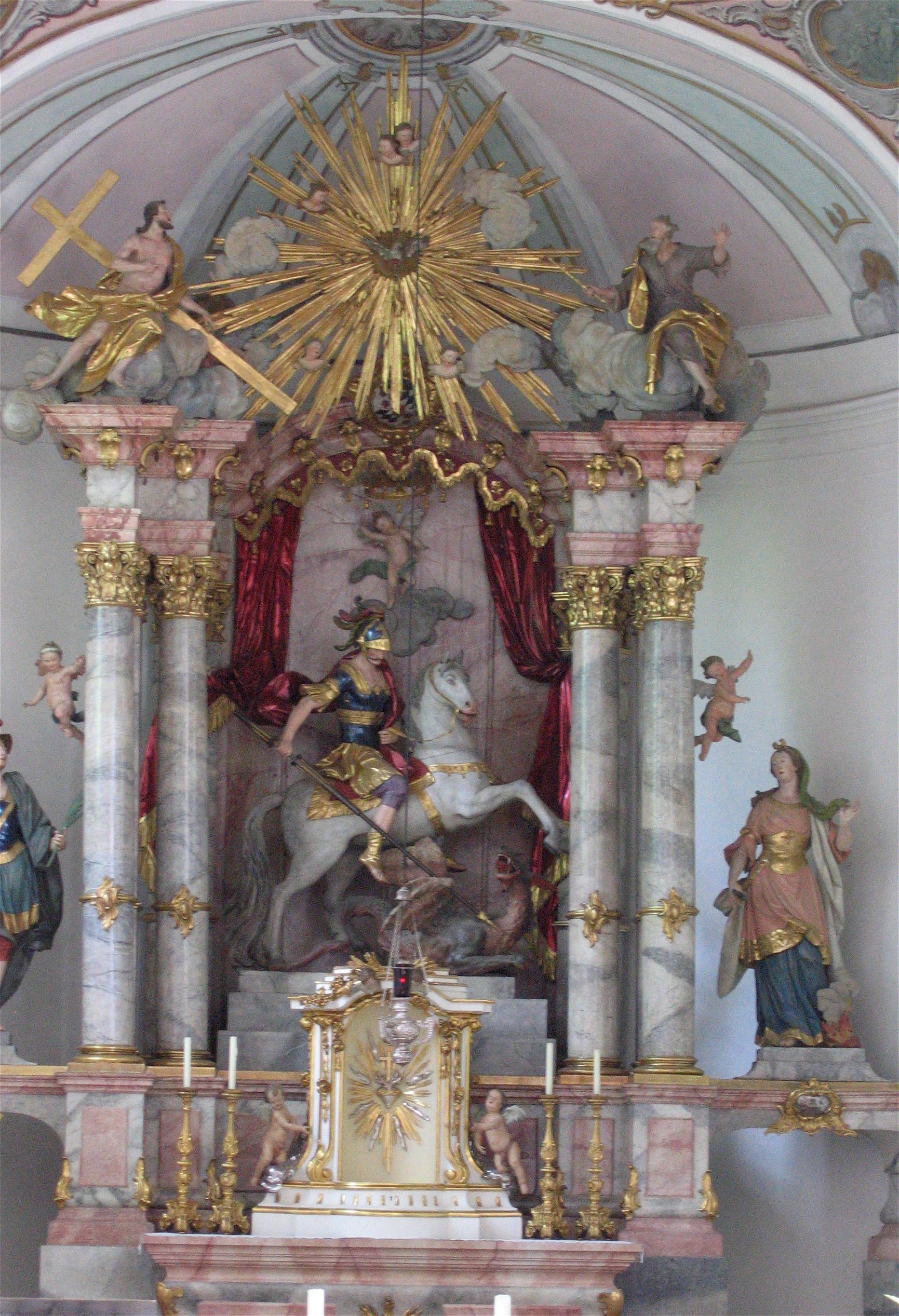
Hoofdaltaar Sint-Joris
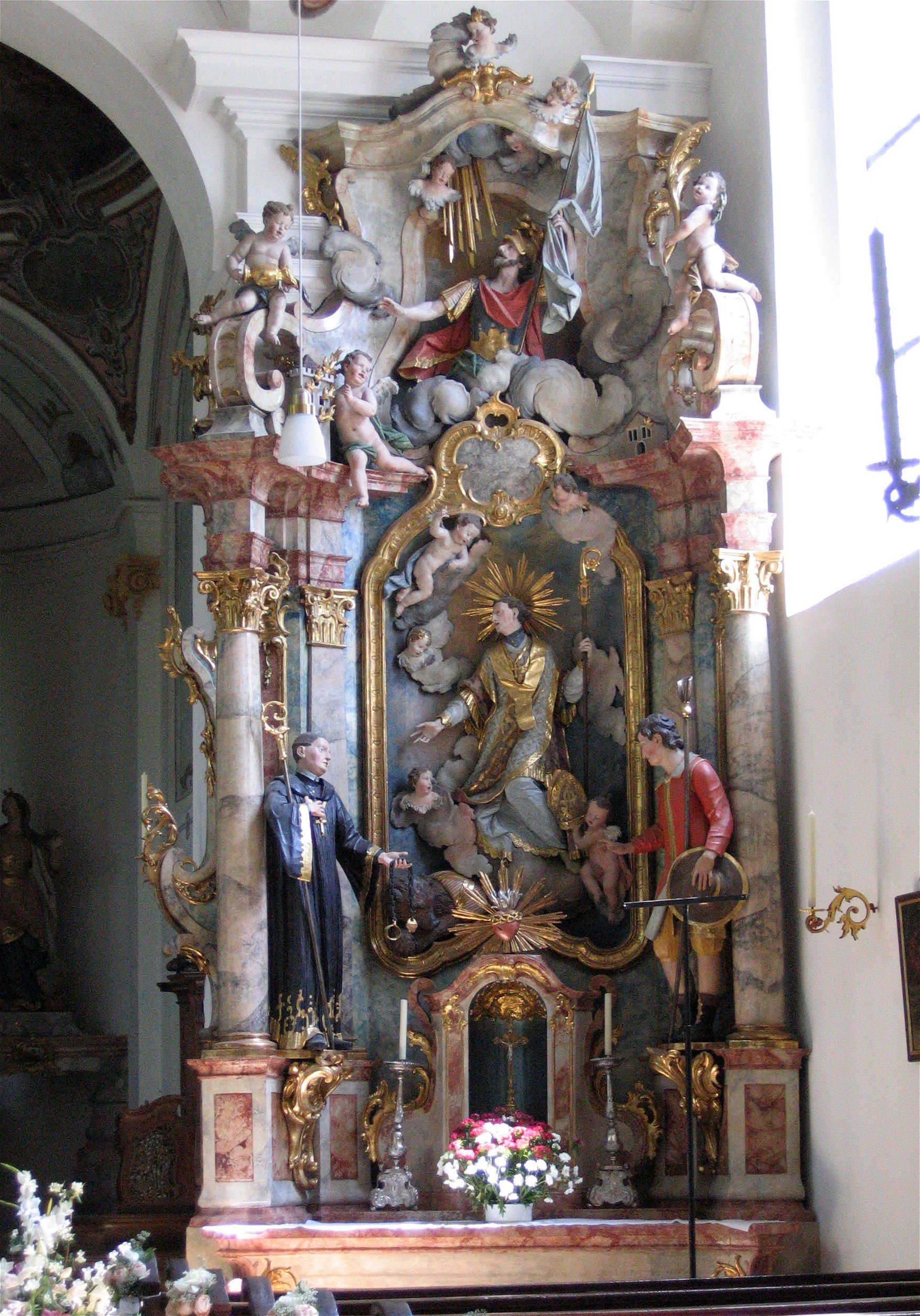
Corbinianus-altaar
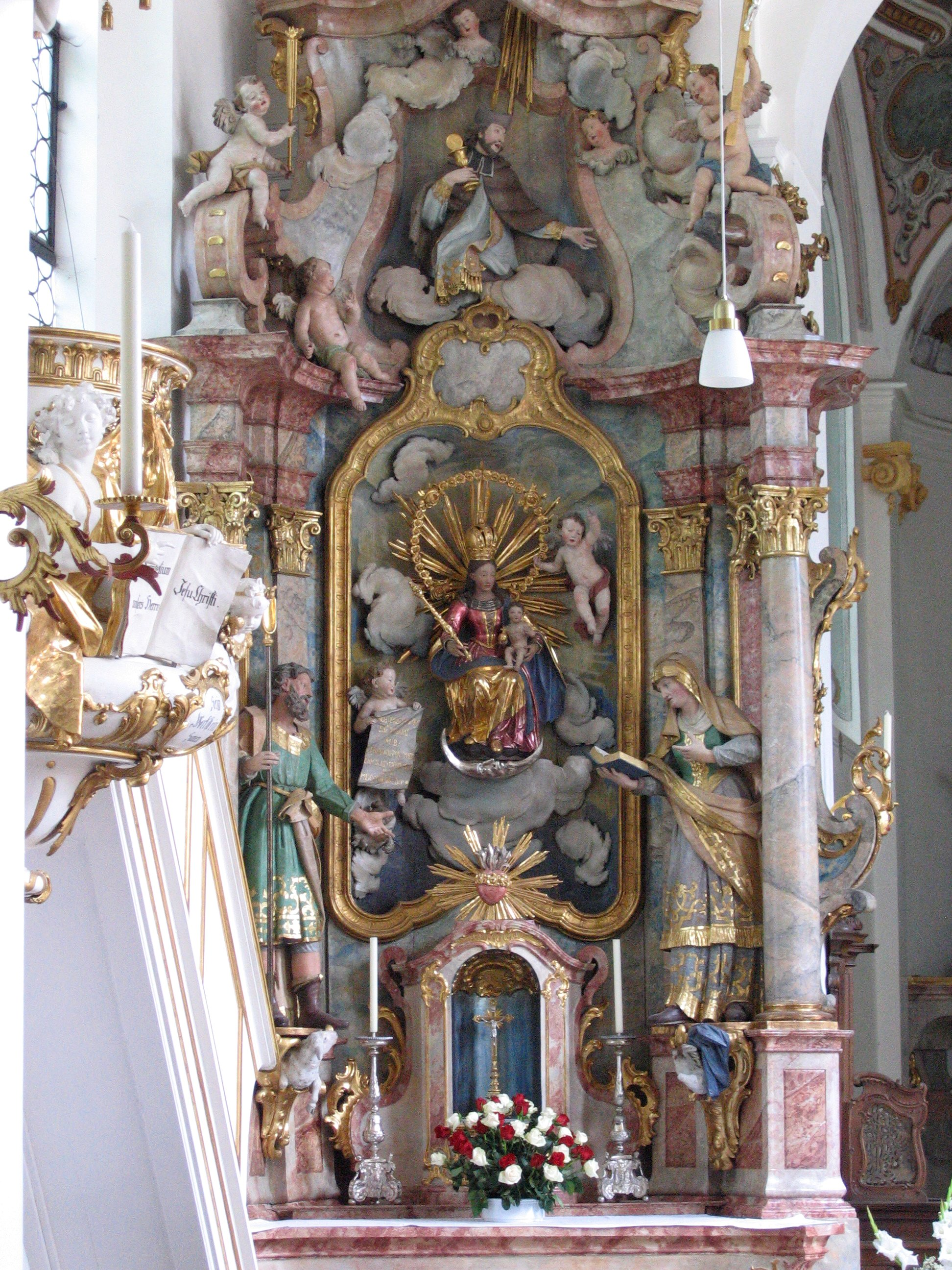
Maria-altaar
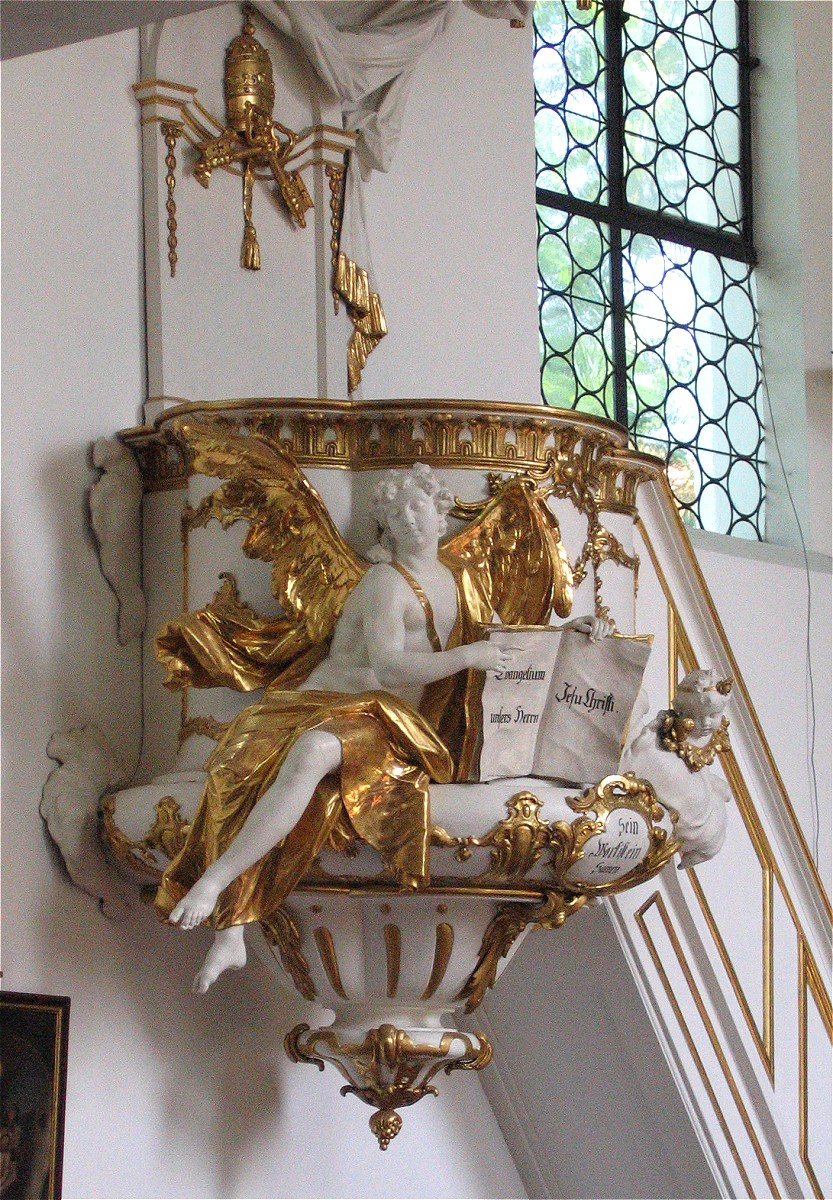
Kansel